# Воєнні злочини Радянського Союзу
| З 1919 по 1991     | З 1919 по 1991 |
| ------------------ | --- |
| Іноземна Територія | - Естонія - Латвія - Литва - Польща - Фінляндія - Угорщина - Росія - Німецька окупація України - Афганістан - Китай - Японія - Чехословаччина - Грузія - Білорусь - Румунія - Німеччина - Іспанія - Югославія - Маньчжурська держава |

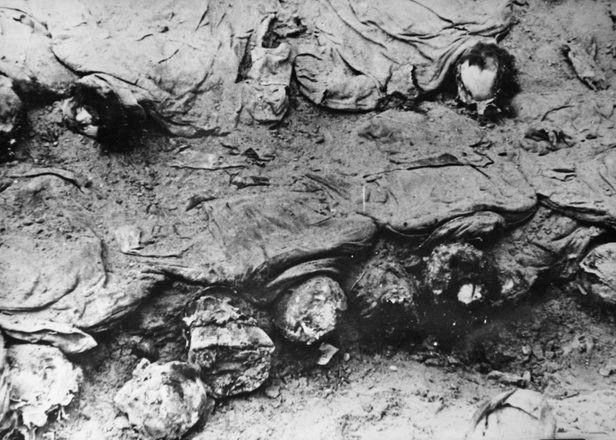
Катинський розстріл Ексгумація 1943 року. Фото International Red Cross.

Воєнні злочини та злочини проти людяності, скоєні збройними силами Радянського Союзу з 1919 по 1991 рік, та включають дії, вчинені Червоною Армією (пізніше названою Радянською Армією), а також дії, вчинені таємною поліцією країни, НКВС, у тому числі його Внутрішніми військами. У багатьох випадках ці злочини були скоєні за наказом радянських лідерів Володимира Леніна та Йосипа Сталіна на виконання політики червоного терору, яку проводив ранній радянський уряд. В інших випадках вони були скоєні без наказу радянськими військами проти військовополонених або цивільних осіб країн, які перебували у збройному конфлікті з СРСР, або під час партизанської війни.
Значна кількість таких інцидентів сталася в Північній, Центральній та Східній Європі незадовго до та після Другої світової війни, включаючи страти без суду і слідства та масові вбивства військовополонених, такі як Катинський розстріл та масові зґвалтування військами Червоної армії на окупованих ними територіях.
У 1990-х і 2000-х роках судові процеси над воєнними злочинами в країнах Балтії призвели до переслідування деяких росіян, здебільшого заочно, за злочини проти людяності, скоєні під час або невдовзі після Другої світової війни, включаючи вбивства і депортації цивільного населення. Сьогодні російський уряд займається історичним негативізмом. Російські ЗМІ називають радянські злочини проти людяності та воєнні злочини «західним міфом». У російських підручниках з історії звірства або змінені, щоб зобразити радянську владу позитивно, або повністю замовчуються. У 2017 році президент Росії Володимир Путін, який сам переховується від правосуддя за воєнні злочини з 2023 року, визнаючи «жахи сталінізму», розкритикував «надмірну демонізацію Сталіна» з боку «ворогів Росії».

## Фон
Радянський Союз не визнав підписання імператорською Росією Гаазьких конвенцій 1899 і 1907 років обов'язковими для виконання, і, як наслідок, відмовлявся визнавати їх до 1955 року. Це створило ситуацію, в якій воєнні злочини радянських збройних сил з часом могли бути виправдані, а також дало нацистській Німеччині юридичне прикриття для звірств, які вона чинила проти радянських військовополонених.

## До Другої Світової Війни

### Червона Армія та погром
Перші радянські лідери публічно засуджували антисемітизм, Вільям Корі писав: «Антиєврейська дискримінація стала невід'ємною частиною радянської державної політики з кінця тридцятих років». Радянська влада докладала зусиль для стримування антиєврейського фанатизму, особливо під час Громадянської війни в Росії, коли частини Червоної армії вчиняли погроми, а також під час радянського вторгнення в Польщу в 1919—1920 роках у Барановичах. Лише невелика кількість погромів була приписана Червоній армії, більшість «колективних насильницьких» актів у цей період були скоєні антикомуністичними та націоналістичними силами.
Погроми були засуджені вищим командуванням Червоної армії, винні підрозділи були роззброєні, а окремі погромники постали перед військовим трибуналом. Хоча погроми з боку українських частин Червоної армії продовжували відбуватися і після цього, євреї вважали Червону армію єдиною силою, яка була готова їх захистити. За оцінками, 3450 євреїв, або 2,3 відсотка єврейських жертв під час громадянської війни в Росії, були вбиті більшовицькими військами. Для порівняння, згідно зі звітом Моргентау, загалом у всіх інцидентах, пов'язаних з польською відповідальністю, загинуло близько 300 євреїв.

## Червона Армія та НКВС

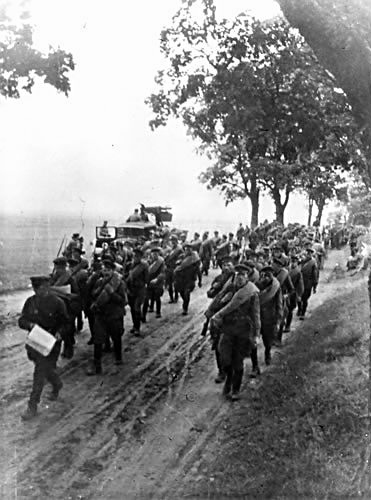
Радянське вторгнення до Польщі, 1939 рік. Просування військ Червоної армії

6 лютого 1922 року таємну поліцію ВНК (Всеросійська надзвичайна комісія) було замінено на Державне політичне управління або ОГПУ, яке стало підрозділом НКВС. Задекларованою функцією НКВС був захист державної безпеки Радянського Союзу, що досягалося шляхом широкомасштабних політичних переслідувань «класових ворогів». Червона армія часто надавала підтримку НКВС у здійсненні політичних репресій. Як сили внутрішньої безпеки та контингент охорони в'язниць ГУЛАГу, Внутрішні війська репресували політичних дисидентів і брали участь у воєнних злочинах під час військових дій протягом усієї радянської історії. Вони несли особливу відповідальність за підтримання політичного режиму в ГУЛАГу та проведення масових депортацій і примусових переселень. Останні були спрямовані проти низки етнічних груп, які радянська влада вважала ворожими до своєї політики і такими, що, ймовірно, співпрацювали з ворогом, зокрема, чеченців, кримських татар і корейців.

## Друга Світова Війна
Воєнні злочини радянських збройних сил проти цивільного населення та військовополонених на територіях, окупованих СРСР у 1939—1941 роках, включаючи Західну Україну, країни Балтії та Бессарабію в Румунії, а також воєнні злочини у 1944—1945 роках, залишаються актуальними питаннями в цих країнах. Після розпаду Радянського Союзу відбулося більш систематичне, контрольоване на місцевому рівні обговорення цих подій.
Об'єктами радянських звірств були як колабораціоністи з Німеччиною після 1941 року, так і учасники антикомуністичних рухів опору, таких як Українська повстанська армія (УПА) в Україні, «Лісові брати» в Естонії, Латвії та Литві, а також польська Армія Крайова. НКВС також здійснила Катинський розстріл, стративши без суду і слідства понад 20 000 польських офіцерів та представників інтелігенції у квітні і травні 1940 року.
Під час радянського вторгнення в Сіньцзян радянські війська застосували бомби з гірчичним газом. Цивільні особи були вбиті звичайними бомбами під час вторгнення.

### Естонія

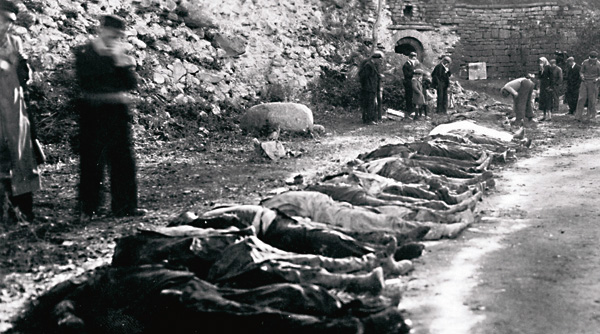
Люди, вбиті радянською владою в Курессааре, Естонія, 1941 рік.

Відповідно до німецько-радянського пакту Молотова-Ріббентропа, 6 серпня 1940 року Естонія була анексована Радянським Союзом і перейменована на Естонську Радянську Соціалістичну Республіку. Естонську постійну армію було розформовано, її офіцерів страчено або депортовано. У 1941 році близько 34 000 естонців було призвано до Червоної армії, з яких менше 30 % пережили війну. Не більше половини з них були на військовій службі. Решту відправили до трудових батальйонів, де загинуло близько 12 000, переважно в перші місяці війни. Після того, як стало зрозуміло, що німецьке вторгнення до Естонії буде успішним, політичні в'язні, яким не вдалося евакуюватися, були розстріляні НКВС, щоб вони не змогли вступити в контакт з нацистським урядом. Понад 300 000 громадян Естонії, та майже третина населення на той час, постраждали від депортацій, арештів, страт та інших актів репресій. Внаслідок радянської окупації Естонія назавжди втратила щонайменше 200 000 осіб або 20 % свого населення через репресії, еміграцію та війну.
Радянські репресії в Естонії зустріли збройний опір з боку «Лісових братів», що складалися з колишніх призовників до німецької армії, ополченців Омакайтсе і добровольців фінського піхотного полку 200, які вели партизанську війну, що не була повністю придушена до кінця 1950-х років. На додаток до очікуваних людських і матеріальних втрат, понесених внаслідок бойових дій, до свого завершення цей конфлікт призвів до депортації десятків тисяч людей, сотень політичних в'язнів і тисяч загиблих мирних жителів.

#### Масова Депортація
14 червня 1941 року та протягом наступних двох днів було депортовано від 9 254 до 10 861 особи, переважно міських жителів, з них понад 5 000 жінок і понад 2 500 дітей віком до 16 років, 439 євреїв (понад 10 % єврейського населення Естонії), переважно до Кіровської, Новосибірської областей або до в'язниць. Депортація відбувалася переважно до Сибіру та Казахстану залізничними вагонами для худоби без попереднього оголошення, при цьому депортованим давали в кращому випадку кілька нічних годин на те, щоб зібрати свої речі, і розлучали з сім'ями, як правило, також відправляли на схід. Процедура була встановлена «Інструкцією Сєрова». Естонці, які проживали в Ленінградській області, вже піддавалися депортації з 1935 року.

#### Ескадронні батальйони
У 1941 році для реалізації сталінської політики випаленої землі в західних регіонах Радянського Союзу були сформовані винищувальні батальйони. В Естонії вони вбили тисячі людей, у тому числі значну частину жінок і дітей, спаливши десятки сіл, шкіл і громадських будівель. Школяру на ім'я Тулліо Ліндсаар переламали всі кістки на руках, а потім закололи багнетом за те, що він підняв прапор Естонії. Мауріція Партса, сина ветерана Війни за незалежність Естонії Карла Партса, облили кислотою. У серпні 1941 року були вбиті всі жителі села Віру-Кабала, в тому числі дворічна дитина і шестиденне немовля. У відповідь на звірства винищувальних батальйонів спалахнула партизанська війна, десятки тисяч людей об'єдналися в «Лісових братів», щоб захистити місцеве населення від цих батальйонів. Іноді батальйони спалювали людей живцем. Винищувальні батальйони вбили в Естонії 1 850 осіб. Майже всі вони були партизанами або беззбройними цивільними.
Іншим прикладом дій винищувальних батальйонів є різанина в Каутлі, де було вбито двадцять мирних жителів і зруйновано десятки господарств. Багато людей були вбиті після тортур. Невелика кількість людських жертв у порівнянні з кількістю спалених ферм пояснюється тим, що розвідувальна група «Ерна» прорвала блокаду Червоної армії в цьому районі, що дозволило багатьом мирним жителям врятуватися.

### Латвія
23 серпня 1939 року Радянський Союз і нацистська Німеччина підписали пакт Молотова-Ріббентропа, за яким Латвію було включено до радянської сфери впливу. 17 червня 1940 року Латвію окупувала Червона армія. Уряд Карліса Улманіса було усунуто, а 21 червня 1940 року відбулися сфальсифіковані вибори, до участі в яких був допущений лише комуністичний Латвійський робітничий блок, який «обрав» фіктивний Народний парламент, що прийняв резолюцію про приєднання до Радянського Союзу, причому ця резолюція вже була підготовлена в Москві до виборів. Латвія була офіційно анексована Радянським Союзом 5 серпня, а 25 серпня всі жителі Латвії були оголошені громадянами Радянського Союзу. Міністерство закордонних справ було закрито, що ізолювало Латвію від решти світу.
Під час червневої депортації 1941 року десятки тисяч латишів, включно з цілими сім'ями з жінками, дітьми та людьми похилого віку, були забрані з їхніх домівок, завантажені на товарні потяги і вивезені до виправно-трудових таборів ГУЛАГу або на примусові поселення до Сибіру. Злочин був здійснений радянським окупаційним режимом за наказом вищого керівництва в Москві. Перед депортацією Народний комісаріат створив оперативні групи, які здійснювали арешти, обшуки та конфіскацію майна. Арешти відбувалися в усіх частинах Латвії, включаючи сільську місцевість.

### Литва

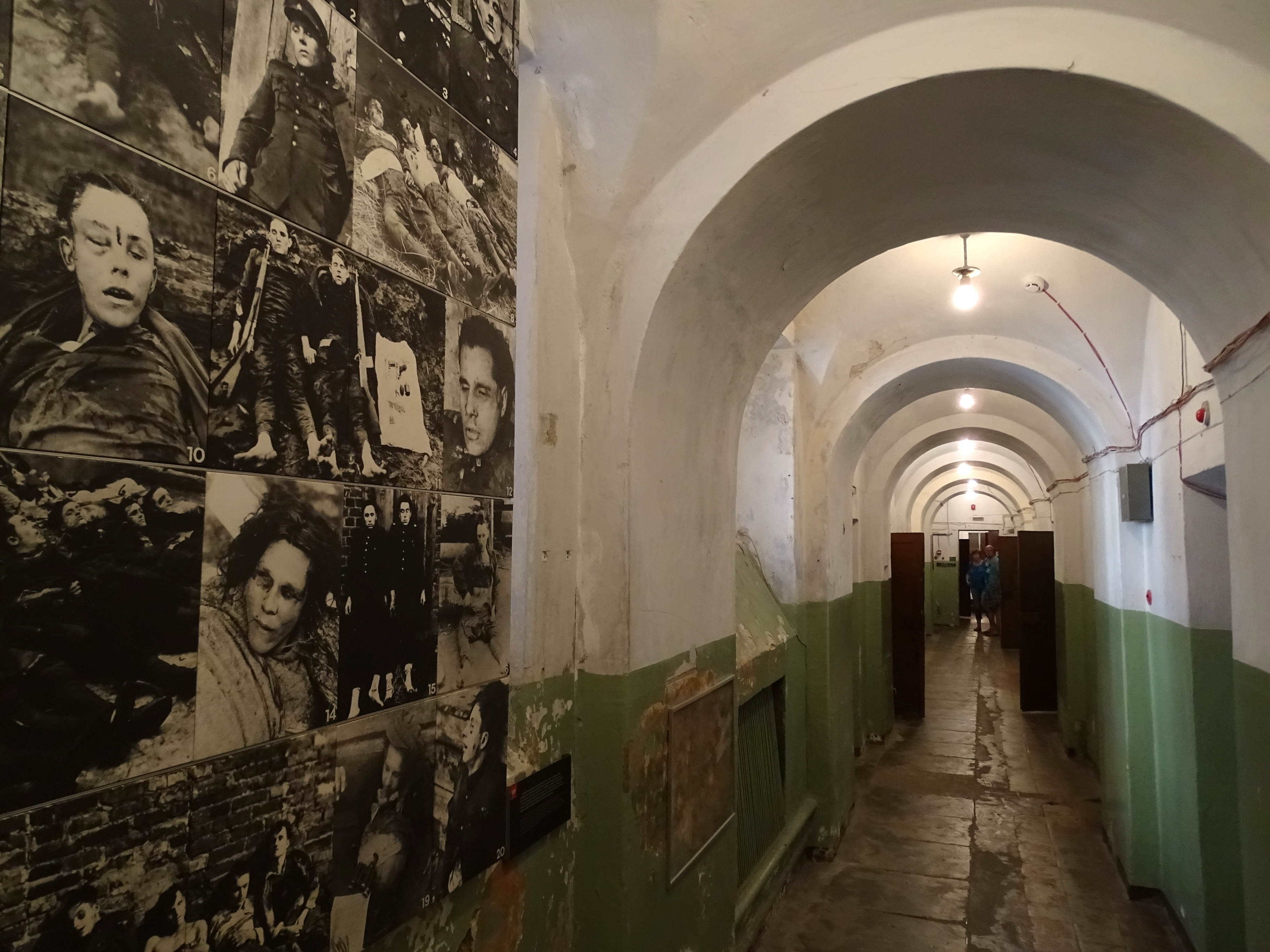
Коридор у Музеї окупації та визвольної боротьби з експозицією литовських партизанів, вбитих радянськими військами в Литві

Литва та інші країни Балтії стали жертвами пакту Молотова-Ріббентропа. Ця угода була підписана між СРСР і Німеччиною в серпні 1939 року; вона призвела спочатку до вторгнення Червоної армії в Литву 15 червня 1940 року, а потім до її анексії та включення до складу Радянського Союзу 3 серпня 1940 року.  Радянська анексія призвела до масового терору, заперечення громадянських свобод, руйнування економічної системи країни та придушення литовської культури. У 1940—1941 роках тисячі литовців були заарештовані, а сотні політичних в'язнів були свавільно страчені. Понад 17 000 осіб було депортовано до Сибіру в червні 1941 року. Після нападу Німеччини на Радянський Союз радянський політичний апарат, що зароджувався, був або знищений, або відступив на схід. Литва була окупована нацистською Німеччиною трохи більше трьох років. У 1944 році Радянський Союз знову окупував Литву. Після Другої світової війни і подальшого придушення «Литовських лісових братів» радянська влада стратила тисячі бійців опору і цивільних осіб, яких звинуватила в пособництві їм. Близько 300 000 литовців були депортовані або засуджені до ув'язнення в таборах з політичних мотивів. За оцінками, Литва втратила майже 780 000 громадян внаслідок радянської окупації, з них близько 440 000 — військові біженці.
За оцінками, кількість загиблих у радянських в'язницях і таборах між 1944 і 1953 роками становила щонайменше 14 000 осіб. За оцінками, кількість загиблих серед депортованих між 1945 і 1958 роками становить 20 000 осіб, у тому числі 5 000 дітей.
Під час відновлення незалежності Литви у 1990 та 1991 роках радянська армія вбила 13 людей у Вільнюсі під час Січневих подій.

### Польща

#### 1939—1941

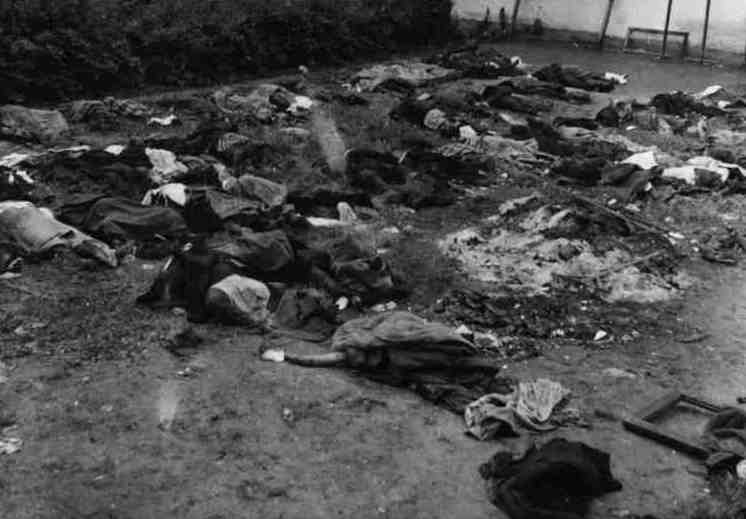
Жертви масових вбивств в'язнів НКВС у червні 1941 року

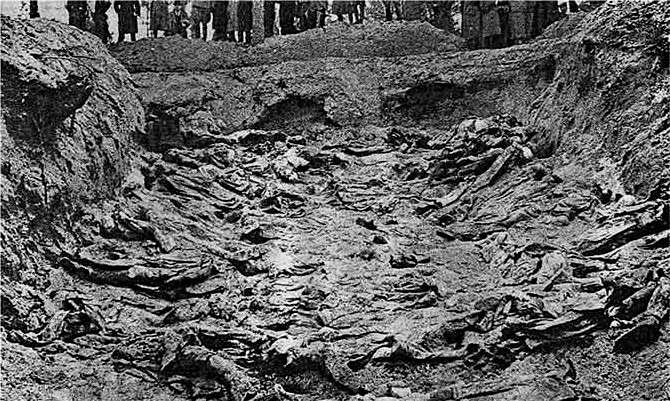
Одна з братських могил у Катині, де НКВС вбило тисячі польських офіцерів, поліцейських, інтелектуалів та цивільних військовополонених.

У вересні 1939 року Червона армія вторглася у східну Польщу і окупувала її відповідно до таємних протоколів пакту Молотова-Ріббентропа. Пізніше Радянський Союз силою окупував країни Балтії та частину Румунії, включаючи Бессарабію та Північну Буковину.
Німецький історик Томас Урбан пише, що радянська політика щодо людей, які потрапили під їхній контроль на окупованих територіях, була жорсткою, демонструючи сильні елементи етнічних чисток. Оперативні групи НКВС слідували за Червоною армією, щоб видалити «ворожі елементи» із завойованих територій у так званій «революції через повішення». Польський історик, професор Томаш Стшембош, відзначив паралелі між нацистськими айнзацгрупами та цими радянськими підрозділами. Багато цивільних намагалися втекти від облав радянського НКВС; тих, кому це не вдалося, брали під варту, а потім депортували до Сибіру, де вони зникли в ГУЛАГах.
Тортури широко застосовувалися в різних в'язницях, особливо в тих, що були розташовані в невеликих містах. У Бобрці в'язнів ошпарювали окропом, у Перемишлянах людям відрізали носи, вуха і пальці, а також виколювали очі, у Чорткові відрізали груди ув'язненим жінкам, а в Дрогобичі жертв зв'язували колючим дротом. Подібні звірства відбувалися в Самборі, Станіславові, Стрию та Злочеві. За словами історика, проф:
Ми не можемо уникнути висновку: радянські органи державної безпеки катували своїх в'язнів не лише для того, щоб вибити зізнання, але й для того, аби вбити їх. Не те, щоб у лавах НКВС були садисти, які з'їхали з глузду; скоріше, це була широка і систематична процедура.— Ян Томаш Ґросс
За оцінками, від 10 до 35 тисяч в'язнів було вбито або в тюрмах, або на шляху до Радянського Союзу протягом кількох днів після нападу Німеччини на СРСР 22 червня 1941 року (тюрми: Бригідки, Золочів, Дубно, Дрогобич і т. д.).

#### 1944—1945
Звірства нацистів у Польщі припинилися наприкінці 1944 року, але на зміну їм прийшли радянські репресії з наступом Червоної армії. Радянські солдати часто займалися грабунками, зґвалтуваннями та іншими злочинами проти поляків, викликаючи у населення страх і ненависть до режиму.
Солдати польської Армії Крайової (Армії Крайової) переслідувалися та ув'язнювалися російськими військами. Більшість жертв було депортовано до ГУЛАГу в Донецькій області. Лише у 1945 році кількість членів Польської підпільної держави, які були депортовані до Сибіру та різних трудових таборів у Радянському Союзі, сягнула 50 000 осіб. Підрозділи Червоної армії проводили кампанії проти польських партизанів і цивільного населення. Під час Августовської погоні 1945 року було схоплено понад 2 000 поляків, близько 600 з них, як вважають, загинули в радянських тюрмах. Це була звичайна радянська практика — звинувачувати своїх жертв у тому, що вони були фашистами, щоб виправдати їхні смертні вироки. Вся збоченість цієї радянської тактики полягала в тому, що практично всі обвинувачені насправді воювали проти сил нацистської Німеччини з вересня 1939 року. На той час Радянський Союз все ще співпрацював з нацистською Німеччиною протягом більш ніж 20 місяців до початку операції «Барбаросса». Саме тому таких поляків вважали здатними чинити опір Радянському Союзу так само, як вони чинили опір нацистам. Після війни під юрисдикцією Польської Народної Республіки було створено більш витончену видимість правосуддя, організовану радянською владою у формі інсценованих судових процесів. Вони були організовані після того, як жертви були заарештовані за фальшивими звинуваченнями НКВС або іншими підконтрольними радянській владі організаціями безпеки, такими як Міністерство громадської безпеки. Було винесено щонайменше 6 000 політичних смертних вироків, і більшість з них було виконано. За оцінками, у радянських в'язницях загинуло понад 20 000 людей. Відомими прикладами є Вітольд Пілецький або Еміль Август Філдорф.
Ставлення радянських військовослужбовців до етнічних поляків було кращим, ніж до німців, але не зовсім кращим. Масштаби зґвалтувань польських жінок у 1945 році призвели до пандемії захворювань, що передаються статевим шляхом. Хоча загальна кількість жертв залишається предметом здогадок, польські державні архіви та статистика Міністерства охорони здоров'я вказують на те, що вона могла перевищити 100 000. У Кракові вступ радянських військ до міста супроводжувався масовими зґвалтуваннями польських жінок і дівчат, а також пограбуванням приватної власності солдатами Червоної армії. Така поведінка досягла таких масштабів, що навіть польські комуністи, встановлені Радянським Союзом, написали листа протесту самому Йосипу Сталіну, а в церквах проводилися богослужіння в очікуванні відходу радянських військ.
Червона армія також займалася масовим мародерством на звільнених територіях.

### Фінляндія

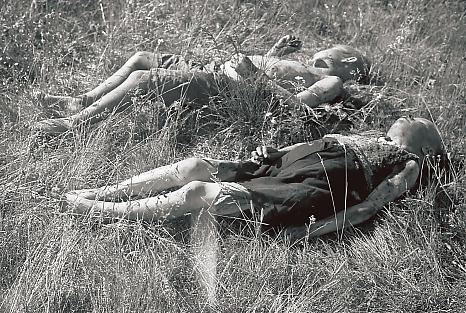
Фінські діти, вбиті радянськими партизанами в Сейтаярві у фінській Лапландії 1942 року.

У 1941—1944 роках радянські партизанські загони здійснювали рейди вглиб фінської території, нападаючи на села та інші цивільні об'єкти. У листопаді 2006 року фінська влада розсекретила фотографії, що демонструють радянські звірства. Серед них — зображення вбитих жінок і дітей. Партизани зазвичай страчували своїх військових і цивільних полонених після нетривалого допиту.
Близько 3 500 фінських військовополонених, серед яких було п'ять жінок, потрапили в полон до Червоної армії. За оцінками, їхня смертність становила близько 40 відсотків. Найпоширенішими причинами смерті були голод, холод і важке транспортування.

### Радянський Союз

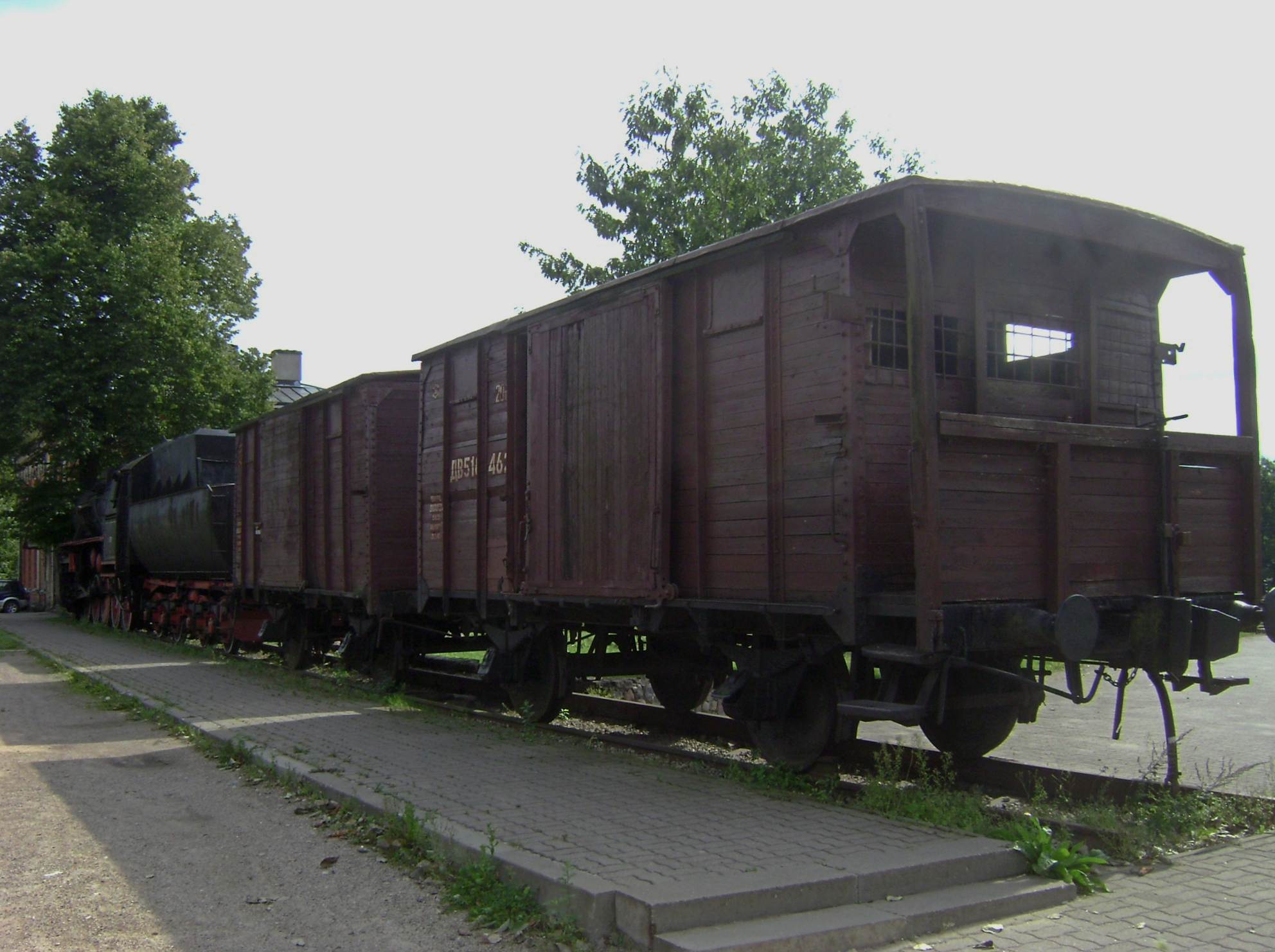
Вагони вантажних поїздів, що використовувалися для перевезення депортованих (виставлені в музеї Naujoji Vilnia)

9 серпня 1937 року був прийнятий наказ НКВС № 00485, спрямований проти «підривної діяльності польської розвідки» в Радянському Союзі, але згодом він був розширений, щоб охопити також латишів, німців, естонців, фінів, греків, іранців і китайців.

#### Депортація Куркулів
Велика кількість куркулів, незалежно від їхньої національності, була переселена до Сибіру та Середньої Азії. Згідно з даними радянських архівів, які були опубліковані в 1990 році, 1 803 392 особи були відправлені до трудових колоній і таборів у 1930 і 1931 роках, і 1 317 022 досягли місця призначення. Депортації в менших масштабах тривали і після 1931 року. Дані радянських архівів свідчать, що з 1930 по 1934 рік було депортовано 2,4 мільйони куркулів. Повідомляється, що кількість куркулів та їхніх родичів, які померли в трудових колоніях з 1932 по 1940 рік, становила 389 521. Симон Себаг Монтефіоре підрахував, що до 1937 року було депортовано 15 мільйонів куркулів та їхніх родин, під час депортації багато людей загинуло, але повна кількість невідома.

#### Відступ радянських військ у 1941 році
Депортації, розстріли без суду і слідства політичних в'язнів, спалення запасів продовольства і сіл відбувалися, коли Червона армія відступала перед наступаючими військами Осі у 1941 році. У країнах Балтії, Білорусі, Україні та Бессарабії НКВС і придані частини Червоної армії вбивали в'язнів і політичних опонентів перед втечею від наступаючих сил Осі.

#### Депортація Греків
Переслідування греків у СРСР відбувалося поступово: спочатку влада закрила грецькі школи, культурні центри та видавництва. Потім, у 1942, 1944 і 1949 роках, НКВС без розбору заарештував усіх грецьких чоловіків віком від 16 років. Усіх греків, які були заможними або самозайнятими професіоналами, шукали в першу чергу для переслідування. Це торкнулося переважно понтійських греків та інших меншин у Краснодарському краї та на Чорноморському узбережжі. За однією з оцінок, було депортовано близько 50 000 греків.
25 вересня 1956 року був прийнятий наказ МВС № 0402, який визначив зняття обмежень щодо депортованих народів у спецпоселеннях. Після цього радянські греки почали повертатися до своїх домівок або емігрувати до Греції.

#### Депортація Калмиків
Під час депортації калмиків у 1943 році під кодовою назвою "Операція «Улуси», депортації більшості людей калмицької національності в Радянському Союзі (СРСР), а також російських жінок, одружених з калмиками, але за винятком калмицьких жінок, одружених з чоловіками інших національностей, близько половини всіх (97-98 000) калмиків, депортованих до Сибіру, померли до того, як їм дозволили повернутися додому в 1957 році.

#### Депортація Кримських Татар
Після відступу Вермахту з Криму 18 травня 1944 року НКВС депортував з півострова близько 200 000 кримських татар. 109 956 з них загинули, що становить 46 % всього кримськотатарського населення.

#### Депортація інгерманландських фінів
До 1939 року населення інгерманландських фінів скоротилося приблизно до 50 000, що становило близько 43 % від чисельності населення 1928 року, а національний район інгерманландських фінів було скасовано. Після вторгнення Німеччини до Радянського Союзу і початку блокади Ленінграда, на початку 1942 року всі 20 000 інгерманландських фінів, що залишилися на підконтрольній Радянському Союзу території, були депортовані до Сибіру. Більшість інгерманландських фінів разом з вотяками та іжорцями, які проживали на окупованій Німеччиною території, були евакуйовані до Фінляндії у 1943—1944 роках. Після того, як Фінляндія подала позов про мир, вона була змушена повернути евакуйованих. Радянська влада не дозволила 55 733 особам, які були передані, оселитися в Інгрії, а натомість депортувала їх у центральні регіони Росії. Основними регіонами примусового розселення інгерманландських фінів стали внутрішні райони Сибіру, Центральної Росії та Таджикистану.

#### Депортація чеченців та інгушів
У 1943 і 1944 роках радянський уряд звинуватив цілі етнічні групи у колабораціонізмі з країнами Осі. Як покарання, цілі етнічні групи були депортовані, переважно до Центральної Азії та Сибіру до трудових таборів. У 2004 році Європейський парламент назвав депортацію чеченців та інгушів, де загинуло близько чверті населення, актом геноциду:
...Вважає, що депортація всього чеченського народу до Центральної Азії 23 лютого 1944 року за наказом Сталіна є актом геноциду в розумінні Четвертої Гаазької конвенції 1907 року та Конвенції про запобігання злочину геноциду та покарання за нього, ухваленої Генеральною Асамблеєю ООН 9 грудня 1948 року.

### Німеччина
За словами історика Нормана Наймарка, заяви в радянських військових газетах і накази радянського вищого командування були спільною причиною ексцесів Червоної армії. Пропаганда проголошувала, що Червона армія увійшла до Німеччини як месник, щоб покарати всіх німців.
Деякі історики заперечують це, посилаючись на наказ від 19 січня 1945 року, який вимагав не допускати жорстокого поводження з цивільним населенням. Наказ військової ради 1-го Білоруського фронту, підписаний маршалом Рокоссовським, наказував розстрілювати мародерів і ґвалтівників на місці злочину. У наказі Ставки від 20 квітня 1945 року йшлося про необхідність підтримувати добрі стосунки з німецьким цивільним населенням, щоб зменшити опір і якнайшвидше завершити воєнні дії.

#### Вбивство Цивільних

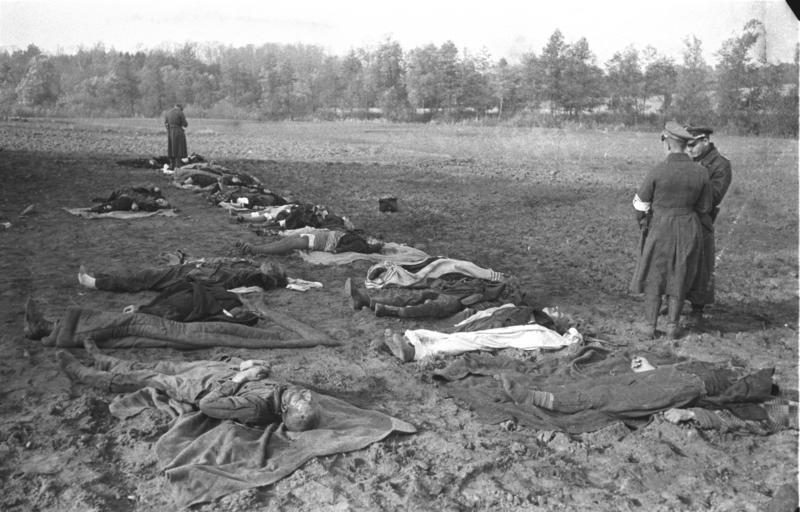
Німецькі цивільні особи, вбиті радянськими солдатами під час різанини в Неммерсдорфі

Під час Другої світової війни радянські солдати неодноразово підпалювали будівлі, села або частини міст і застосовували смертоносну силу проти місцевих жителів, які намагалися загасити пожежі. Більшість звірств Червоної армії відбувалися лише на території, яка вважалася ворожою (див. Пшишовицьке масове вбивство). Солдати Червоної армії разом з членами НКВС часто грабували німецькі транспортні потяги в Польщі в 1944 і 1945 роках.
Організована евакуація цивільного населення перед наступом Червоної армії була відкладена нацистським урядом, щоб не деморалізувати війська, які вже воювали у власній країні. Нацистська пропаганда, яка спочатку мала на меті послабити громадянський опір, описуючи в кривавих і прикрашених деталях звірства Червоної армії, такі як масове вбивство в Неммерсдорфі, часто давала зворотний ефект і породжувала паніку. По можливості, як тільки Вермахт відступав, місцеве цивільне населення з власної ініціативи починало тікати на захід.
Рятуючись від наступу Червоної армії, велика кількість мешканців німецьких провінцій Східної Пруссії, Сілезії та Померанії загинула під час евакуації, частина з них в ід холоду та голоду, частина — під час бойових дій. Значна частина цих смертей, однак, сталася, коли евакуаційні колони зіткнулися з частинами Червоної армії. Цивільних переїжджали танки, розстрілювали або вбивали в інший спосіб. Жінок і дівчат ґвалтували і залишали помирати.
Крім того, винищувачі-бомбардувальники радянських ВПС здійснювали бомбардування і нальоти на колони біженців.

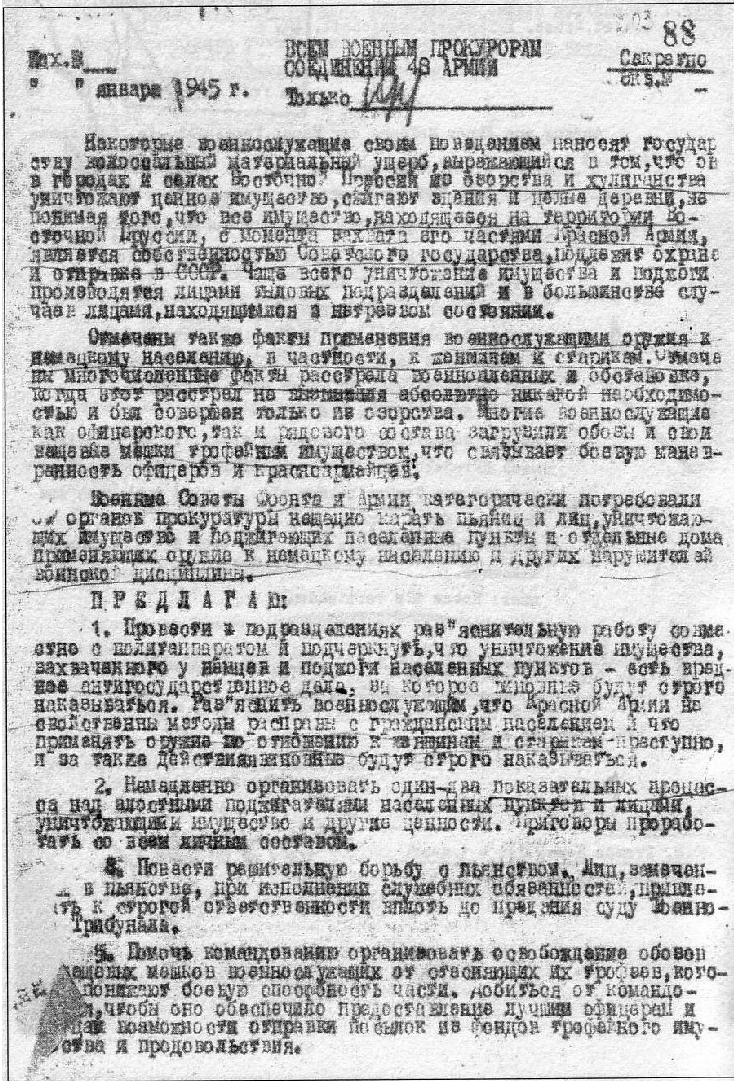
Січень 1945 року: Радянський наказ військовим прокурорам 48-ї армії про вжиття правових заходів проти мародерства, підпалів будинків і вбивств цивільного населення солдатами Червоної армії. Стенограма доступна в описі зображення.

Хоча про масові страти цивільних осіб Червоною армією рідко повідомлялося публічно, відомий випадок у Треуенбрітцені, де 1 травня 1945 року було зібрано і розстріляно щонайменше 88 мешканців чоловічої статі. Інцидент стався після святкування перемоги, під час якого численні дівчата з Треуенбрітцена були зґвалтовані, а підполковник Червоної Армії був застрелений невідомим нападником. Деякі джерела стверджують, що під час цього інциденту могло бути страчено до 1 000 цивільних осіб.
Перший мер берлінського району Шарлоттенбург Вальтер Кіліан, призначений радянською владою після закінчення війни, повідомляв про масштабні мародерства червоноармійців у цьому районі: «Приватні особи, універмаги, магазини, квартири… все було пограбовано наосліп». 
У радянській зоні окупації члени SED доповіли Сталіну, що мародерство і зґвалтування радянських солдатів можуть призвести до негативної реакції німецького населення щодо Радянського Союзу і майбутнього соціалізму в Східній Німеччині. Кажуть, що Сталін відреагував гнівно: «Я не потерплю, щоб хтось тягнув честь Червоної Армії по багнюці».
Відповідно, всі свідчення — такі як звіти, фотографії та інші документи про мародерство, зґвалтування, спалення ферм і сіл Червоною армією — були вилучені з усіх архівів у майбутній НДР.
Дослідження, опубліковане німецьким урядом у 1974 році, оцінює кількість німецьких цивільних жертв злочинів під час вигнання німців після Другої світової війни між 1945 і 1948 роками у понад 600 000, з яких близько 400 000 загинули в районах на схід від Одеру і Нейсе (бл. 120 000 від актів прямого насильства, переважно з боку радянських військ, а також поляків, 60 000 у польських і 40 000 у радянських концентраційних таборах і в'язницях, переважно від голоду і хвороб, і 200 000 смертей серед цивільних депортованих на примусові роботи німців у Радянському Союзі), 130 000 у Чехословаччині (з них 100 000 у таборах) і 80 000 у Югославії (з них 15 000-20 000 від насильства за межами таборів і в них, а також 59 000 смертей від голоду і хвороб в таборах). Ці цифри не включають до 125 000 загиблих цивільних осіб у битві за Берлін. За оцінками, лише під час боїв у Берліні було вбито близько 22 000 цивільних осіб.

#### Масові зґвалтування
Коли війська союзників увійшли на територію Німеччини та окупували її на пізніх етапах Другої світової війни, масові зґвалтування жінок відбувалися як у зв'язку з бойовими діями, так і під час подальшої окупації Німеччини. Дослідники сходяться на думці, що більшість зґвалтувань були скоєні радянськими окупаційними військами. За західними оцінками, кількість жертв зґвалтувань, яку можна встановити, коливається від двохсот тисяч до двох мільйонів. Після Зимового наступу 1945 року масові зґвалтування радянськими чоловіками відбулися у всіх великих містах, захоплених Червоною армією. Під час окупації Польщі жінок групою ґвалтували до кількох десятків солдатів. У деяких випадках жертв, які не ховалися в підвалах цілими днями, ґвалтували до 15 разів. За словами історика Ентоні Бівора, після захоплення Червоною армією Берліна в 1945 році радянські війська ґвалтували німецьких жінок і дівчат у віці від восьми років.
Пояснення «помсти» Бівор заперечує, принаймні щодо масових зґвалтувань. Бівор пише, що солдати Червоної армії також ґвалтували радянських і польських жінок, звільнених з концтаборів, і стверджує, що це підриває пояснення «помсти», оскільки зґвалтування часто здійснювали підрозділи тилового ешелону.
За словами Нормана Наймарка, після літа 1945 року радянські солдати, спіймані на зґвалтуванні цивільних осіб, зазвичай отримували покарання від арешту до розстрілу. Однак Наймарк стверджує, що зґвалтування продовжувалися до зими 1947-48 років, коли радянська окупаційна влада нарешті замкнула війська на суворо охоронюваних постах і таборах. Наймарк дійшов висновку, що «соціальна психологія жінок і чоловіків у радянській зоні окупації була позначена злочином зґвалтування з перших днів окупації, через заснування НДР восени 1949 року, аж до, можна сказати, сьогодення».
За словами Річарда Овері, росіяни відмовлялися визнавати радянські воєнні злочини частково «тому, що вони вважали, що більша частина з них була виправданою помстою ворогу, який вчинив набагато гірші злочини, а частково тому, що вони писали історію переможців».

### Угорщина
За даними дослідника і письменника Кріштіана Унгварі, під час облоги Будапешта загинуло близько 38 000 цивільних осіб: близько 13 000 — від військових дій і 25 000 — від голоду, хвороб та інших причин. В останню цифру включено близько 15 000 євреїв, переважно жертв страт нацистських ескадронів смерті СС і партії «Стріла». Унґварі пише, що коли радянська влада нарешті заявила про свою перемогу, вона розпочала оргію насильства, включаючи масові крадіжки всього, що потрапляло до рук, безладні розстріли та масові зґвалтування. Оцінки кількості жертв зґвалтувань варіюються від 5 000 до 200 000. За словами Нормана Наймарка, угорських дівчат викрадали і відвозили в розташування Червоної армії, де їх ув'язнювали, неодноразово ґвалтували, а іноді вбивали.
Навіть співробітники посольств нейтральних країн потрапляли в полон і були зґвалтовані, як це було задокументовано під час нападу радянських солдатів на шведське посольство в Німеччині.
Звіт швейцарського представництва в Будапешті описує вступ Червоної армії до міста:
Під час облоги Будапешта, а також протягом наступних тижнів, російські війська безперешкодно грабували місто. Вони заходили практично в кожну оселю, як найбіднішу, так і найбагатшу. Вони забирали все, що хотіли, особливо їжу, одяг і цінності... кожна квартира, магазин, банк і т.д. були пограбовані кілька разів. Меблі, великі предмети мистецтва тощо, які не можна було забрати, часто просто знищували. У багатьох випадках після пограбування будинки також підпалювали, що призводило до величезних збитків... Банківські сейфи були спустошені без винятку - навіть британські та американські сейфи - і все, що було знайдено, було забрано.
За словами історика Джеймса Марка, спогади і думки про Червону армію в Угорщині неоднозначні.

### Румунія
Радянський Союз також скоював воєнні злочини в Румунії або проти румунів від початку окупації Бессарабії та Північної Буковини в 1940 році до німецького вторгнення в 1941 році, а пізніше — від вигнання німців з регіону до 1958 року. Одним із прикладів була різанина у Фантинській Альбі, в якій радянські прикордонні війська та НКВС вбили 44-3000 румунів, які намагалися втекти до Румунії. Ця подія отримала назву «румунська Катинь».
Іншою сумнозвісною різаниною, вчиненою радянськими військами, була різанина в Лунці, де радянські прикордонні війська відкрили вогонь проти кількох румунських цивільних осіб, які намагалися втекти до Румунії, вбивши 600 з них, лише 57 вдалося врятуватися, ще 44 були заарештовані та засуджені як «члени контрреволюційної організації», 12 з них були засуджені до смертної кари, решта — до 10 років примусових робіт та 5 років позбавлення громадянських прав; члени сімей заарештованих та розстріляних згодом були заарештовані та заслані до Сибіру і Середньої Азії
Під час окупації радянський уряд і армія депортували тисячі румунських цивільних осіб з окупованих регіонів на «спецпоселення». Згідно з секретним звітом Міністерства внутрішніх справ СРСР від грудня 1965 року, за період 1940—1953 років з Молдавської Радянської Соціалістичної Республіки було депортовано 46 000 осіб.
Релігійні переслідування також були широко поширені, радянський уряд прагнув знищити всі форми організованої релігії на окупованих територіях, часто переслідуючи католицьку, православну, мусульманську та юдейську церкви, радянська політична поліція заарештувала численних священиків, інші були заарештовані і допитані самим радянським НКВС, а потім депортовані вглиб СРСР і вбиті.
Тисячі трансильванських саксонців згодом будуть депортовані з 1944 по 1949 рік під час радянської окупації, сотні або навіть тисячі загинуть дорогою до таборів у Сибіру та Центральній Азії, не маючи змоги повернутися на батьківщину.

### Югославія
За словами югославського політика Мілована Джиласа, було задокументовано щонайменше 121 випадок зґвалтування, 111 з яких також включали вбивства. Також було задокументовано 1 204 випадки мародерства з нанесенням тілесних ушкоджень. Джилас описав ці цифри як «навряд чи незначні, якщо мати на увазі, що Червона армія перетнула лише північно-східний кут Югославії». Це викликало занепокоєння югославських комуністичних партизанів, які боялися, що розповіді про злочини, скоєні їхніми радянськими союзниками, послаблять їхній авторитет серед населення.
Джилас пише, що у відповідь югославський партизанський лідер Йосип Броз Тіто викликав начальника радянської військової місії генерала Корнєєва і офіційно висловив протест. Незважаючи на те, що його запросили «як товариша», Корнєєв вибухнув на них за «такі інсинуації» на адресу Червоної армії. Джилас, який був присутній на зустрічі, висловився і пояснив, що британська армія ніколи не вдавалася до «таких ексцесів» під час звільнення інших регіонів Югославії. Генерал Корнєєв у відповідь кричав: «Я найбільш різко протестую проти цієї образи Червоної Армії, порівнюючи її з арміями капіталістичних країн».
Зустріч з Корнєєвим не тільки «закінчилася безрезультатно», вона також змусила Сталіна особисто напасти на Джиласа під час свого чергового візиту в Кремль. У сльозах Сталін засудив «югославську армію і те, як вона управлялася». Потім він «схвильовано говорив про страждання Червоної армії і жахи, які вона була змушена пережити, борючись через тисячі кілометрів спустошеної країни». Сталін завершив кульмінацію словами: «І таку армію не ображав ніхто, крім Джиласа! Джилас, від якого я найменше міг очікувати такого, людина, яку я так добре прийняла! І армія, яка не пошкодувала для вас своєї крові! Хіба Джилас, який сам є письменником, не знає, що таке людські страждання і людське серце? Хіба він не може зрозуміти, якщо солдат, який пройшов тисячі кілометрів крізь кров, вогонь і смерть, розважається з жінкою або бере якусь дрібницю?»
За словами Джиласа, відмова Радянського Союзу виступити на протестах проти військових злочинів Червоної армії в Югославії розлютила уряд Тіто і стала фактором, що сприяв подальшому виходу Югославії з радянського блоку.

### Чехословаччина (1945)
Словацький комуністичний лідер Владо Клементіс поскаржився маршалу Івану Конєву на поведінку радянських військ у Чехословаччині. Відповідь Конєва полягала в тому, щоб стверджувати, що це робили переважно дезертири з Червоної армії.

### Китай
Під час вторгнення в Маньчжурію радянські і монгольські солдати нападали і ґвалтували японське цивільне населення, часто заохочуване місцевим китайським населенням, яке було обурено японським правлінням. Місцеве китайське населення іноді навіть приєднувалося до цих нападів на японське населення разом з радянськими солдатами. В одному відомому прикладі, під час різанини в Гегенмяо радянські солдати, заохочені місцевим китайським населенням, зґвалтували і вбили понад тисячу японських жінок і дітей. Майно японців також було розграбовано радянськими солдатами і китайцями. Багато японських жінок виходили заміж за місцевих маньчжурських чоловіків, щоб захистити себе від переслідувань з боку радянських солдатів. Ці японські жінки в основному виходили заміж за китайських чоловіків і стали відомі як «застрягли військові дружини» (zanryu fujin).
Після вторгнення в японську маріонеткову державу Маньчжоу-Го (Маньчжурія) Радянський Союз претендував на цінні японські матеріали та промислове обладнання в регіоні. Іноземець став свідком радянських військ, які раніше дислокувалися в Берліні, яким радянські військові дозволили поїхати в місто «на три дні зґвалтувань і грабежів». Велика частина Мукдена зникла. Потім для їх заміни використовувалися засуджені солдати; Було засвідчино, що вони «вкрали все, що було на виду, розбили ванни і туалети молотками, витягли з штукатурки електропроводку, влаштували багаття на підлозі і або спалили будинок, або хоча б велику діру в підлозі, і взагалі поводилися зовсім як дикуни».
Згідно з деякими британськими та американськими джерелами, Радянський Союз зробив політикою грабежі та зґвалтування мирних жителів у Маньчжурії. У Харбіні китайці розмістили гасла на кшталт «Геть червоний імперіалізм!». Радянські війська зіткнулися з деякими протестами лідерів комуністичної партії Китаю проти грабежів і зґвалтувань, скоєних військами в Маньчжурії.Було кілька випадків, коли китайські поліцейські сили в Маньчжурії заарештовували або навіть вбивали радянських військ за різні злочини, що призводило до деяких конфліктів між радянською і китайською владою в Маньчжурії.
Російський історик Костянтин Асмолов стверджує, що такі західні розповіді про радянське насильство проти цивільного населення на Далекому Сході є перебільшенням поодиноких інцидентів, а тогочасні документи не підтверджують заяви про масові злочини. Асмолов також стверджує, що СРСР, на відміну від німців і японців, переслідував за такі дії своїх солдатів і офіцерів. Дійсно, кількість зґвалтувань, скоєних на Далекому Сході, була набагато меншою, ніж кількість інцидентів, скоєних радянськими солдатами в Європі.

### Японія
Радянська Армія вчинила злочини проти японського цивільного населення і здала в полон військовослужбовців на завершальному етапі Другої світової війни під час штурмів Сахаліну і Курильських островів.
10 серпня 1945 року радянські війська здійснили запеклі морські бомбардування та артилерійські удари по мирному населенню, яке очікувало евакуації, а також по японських об'єктах на Маоці. Майже 1000 мирних жителів були вбиті силами вторгнення.
Під час евакуації «Курил» і «Карафуто» цивільні конвої були атаковані радянськими підводними човнами в затоці Аніва. Радянські підводні човни класу «Ленінець» L-12 і L-19 потопили два японських судна для перевезення біженців «Огасавара Мару» і «Тайто Мару», а також пошкодили No 2 «Сінко Мару» 22 серпня, через 7 днів після того, як Хірохіто оголосив про беззастережну капітуляцію Японії. Загинуло понад 2 400 мирних жителів.

### Ставлення до військополоненних
Хоча Радянський Союз формально не підписав Гаазьку конвенцію, він вважав себе зв'язаним положеннями конвенції.
Протягом усієї Другої світової війни Бюро військових злочинів Вермахту збирало та розслідувало повідомлення про злочини проти військовополонених країн Осі. За словами кубино-американського письменника Альфреда де Заяса, "за весь час російської кампанії не припинялися повідомлення про тортури і вбивства німецьких полонених. Бюро з військових злочинів мало п'ять основних джерел інформації: (1) захоплені ворожі папери, особливо накази, звіти про операції та пропагандистські листівки; (2) перехоплені радіо- та бездротові повідомлення; 3) свідчення радянських військовополонених; 4) свідчення полонених німців, які втекли; і (5) свідчення німців, які бачили трупи або понівечені тіла страчених військовополонених. З 1941 по 1945 рік Бюро зібрало кілька тисяч депозитів, звітів і захоплених паперів, які, якщо ніщо інше, свідчать про те, що вбивство німецьких військовополонених після захоплення в полон або незабаром після їх допиту не було поодиноким випадком. Документи, що стосуються війни у Франції, Італії, Північній Африка, містять деякі повідомлення про навмисне вбивство німецьких військовополонених, але їх не може бути ні в яке порівняння з подіями на Східному фронті.
У доповіді від листопада 1941 року Бюро військових злочинів вермахту звинуватило Червону армію у застосуванні «терористичної політики… проти беззахисних німецьких солдатів, що потрапили до її рук, і проти членів німецького медичного корпусу. У той же час… вона використовувала такі засоби маскування: в наказі Червоної Армії, затвердженому Раднаркомом від 1 липня 1941 року, оприлюднені норми міжнародного права, яких повинна дотримуватися Червона Армія в дусі Гаазького положення про сухопутні війни… Цей… Російський порядок, ймовірно, мав дуже незначне поширення, і, звичайно, його взагалі не дотримувалися. Інакше невимовних злочинів не сталося б».
Згідно з депозитами, радянські масові вбивства німецьких, італійських, іспанських та інших військовополонених країн Осі часто підбурювалися комісарами підрозділів, які стверджували, що діють за наказом Сталіна та Політбюро. Інші докази закріпили переконання Бюро військових злочинів у тому, що Сталін віддавав таємні накази про масове вбивство військовополонених.
Взимку 1941-42 Червона Армія щомісяця захоплювала близько 10 000 німецьких солдатів, але смертність стала настільки високою, що абсолютне число ув'язнених зменшилося (або бюрократично скоротилося).  
Радянські джерела перераховують загибель 474 967 з 2 652 672 німецьких збройних сил, взятих у полон під час війни.   Доктор Рюдігер Оверманс вважає, що здається цілком правдоподібним, хоча і не доведеним, що ще один німецький військовослужбовець, зазначений як зниклий безвісти, насправді загинув під вартою в Радянському Союзі як військовополонений, оцінюючи фактичну кількість загиблих німецьких військовополонених в СРСР приблизно в 1,0 мільйона.

#### Різанина в Феодосії

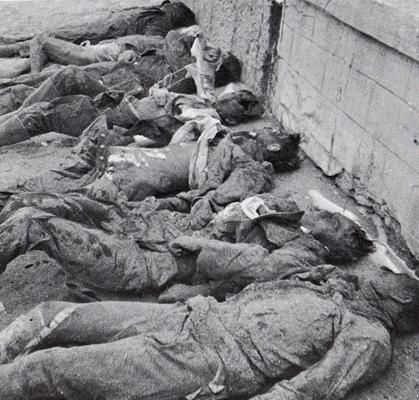
Трупи з Феодосійської різанини перед головною лікарнею на узбережжі

Радянські солдати рідко обтяжували себе лікуванням поранених німецьких військовополонених. Особливо сумнозвісний приклад стався після того, як кримське місто Феодосія було ненадовго відбите радянськими військами 29 грудня 1942 року. 160 поранених солдатів були залишені у військових госпіталях відступаючим вермахтом. Після того, як німці відвоювали Феодосію, стало відомо, що кожен поранений солдат був убитий червоноармійцями, флотом і співробітниками НКВС. Деякі були застрелені на лікарняних ліжках, інші неодноразово забивали до смерті, треті були викинуті з вікон лікарні, перш ніж їх неодноразово заливали крижаною водою, поки вони не померли від переохолодження.

#### Різанина в Гришино
Різанина в Гріщино була вчинена бронетанковою дивізією Червоної армії в лютому 1943 року в східноукраїнських містах Красноармійське, Постищево і Грищино. Wehrmacht Untersuchungsstelle, також відомий як WuSt (орган кримінального розслідування Вермахту), оголосив, що серед жертв були 406 солдатів Вермахту, 58 членів організації Todt (у тому числі двоє громадян Данії), 89 італійських солдатів, 9 румунських солдатів, 4 угорських солдатів, 15 німецьких цивільних чиновників, 7 німецьких цивільних працівників та 8 українських добровольців.
Ці місця були захоплені радянським 4-м гвардійським танковим корпусом в ніч з 10 на 11 лютого 1943 року. Після відвоювання 5-ї танкової дивізії СС «Вікінг» за підтримки 333-ї піхотної дивізії та 7-ї танкової дивізії 18 лютого 1943 року солдати вермахту виявили численні смерті. Багато тіл були жахливо понівечені, вуха і носи відрізані, а статеві органи ампутовані і запхані в рот. Груди деяких медсестер були відрізані, жінки були жорстоко зґвалтовані. Німецький військовий суддя, який був на місці події, заявив в інтерв'ю в 1970-х роках, що бачив жіноче тіло з розчепіреними ногами і мітлою, протараненою в її статеві органи. У підвалі головного залізничного вокзалу близько 120 німців зігнали у велику комору, а потім скосили кулеметами.

#### Післявоєнний Період
Деякі німецькі в'язні були звільнені незабаром після війни. Багато інших, однак, залишалися в ГУЛАГу ще довго після капітуляції нацистської Німеччини. Серед найвідоміших німецьких військовополонених, які загинули в радянському полоні, був капітан Вільм Хозенфельд, який помер від поранень, отриманих, можливо, під тортурами, у концентраційному таборі поблизу Сталінграда в 1952 році. У 2009 році капітан Хозенфельд був посмертно нагороджений Державою Ізраїль за його роль у порятунку єврейських життів під час Голокосту. Схожою була доля шведського дипломата і оперативника УСС Рауля Валленберга.

## Після Другої Світової Війни

### Угорська Революція (1956)

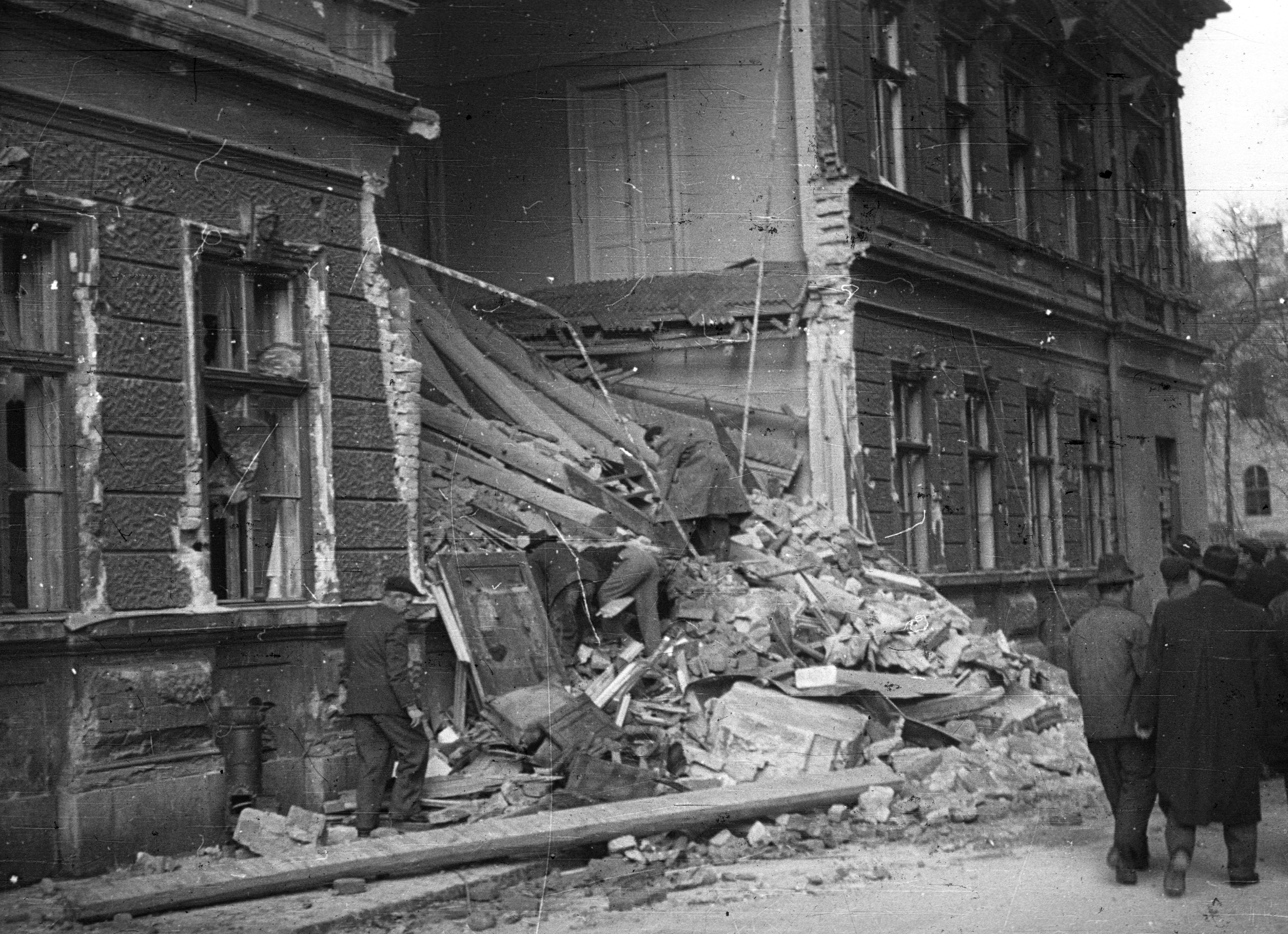
Квартира, зруйнована в Будапешті під час радянського вторгнення в 1956 році

Згідно з доповіддю Спеціального комітету ООН з проблеми Угорщини (1957): «Радянські танки стріляли без розбору по кожній будівлі, з якої, як вони вважали, опинилися під обстрілом». Комісія ООН отримала численні повідомлення про радянський мінометний і артилерійський вогонь по населених пунктах в районі міста Буда, незважаючи на відсутність вогню у відповідь, і про «безсистемну стрілянину по беззахисних перехожих».

### Афганістан (1979—1989)

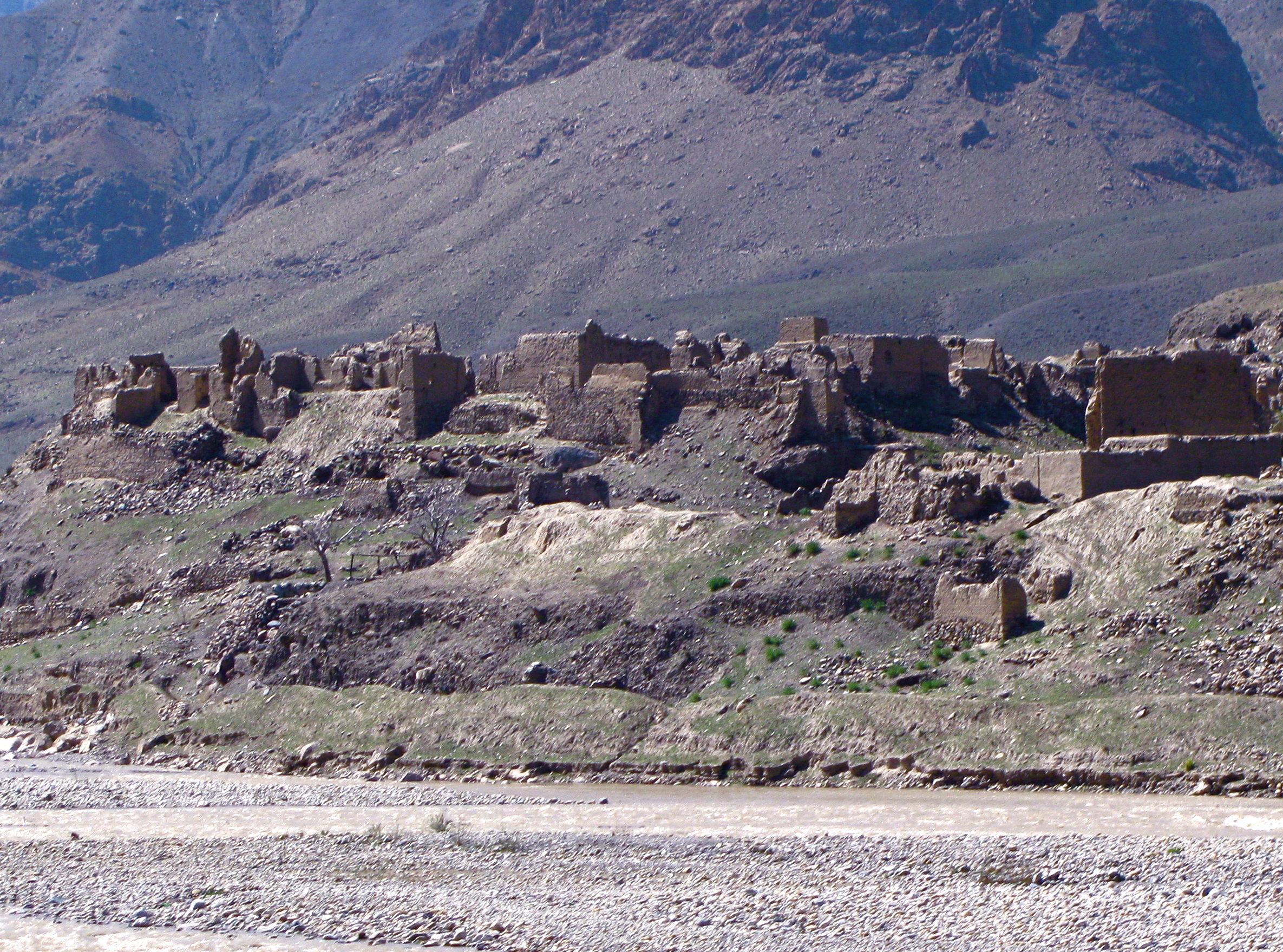
Афганське село, зруйноване радянською владою в 1980-х роках

Вчені Мохаммад Какар, Майкл Рейсман і Чарльз Норчі вважають, що Радянський Союз був винен у скоєнні геноциду в Афганістані. Армія Радянського Союзу вбила велику кількість афганців, щоб придушити їх опір. До 2 мільйонів афганців було вбито під час війни, багато з них радянськими військами та їхніми афганськими союзниками. В одному помітному інциденті Радянська Армія вчинила масове вбивство мирного населення влітку 1980 року. Одним з помітних військових злочинів була різанина в Лагмані в квітні 1985 року в селах Кас-Азіз-хан, Чарбагх, Бала-Баг, Сабзабад, Мамшухлер, Хайдер-хан і Пул-і-Джогі в провінції Лагман. Загинули щонайменше 500 мирних жителів. Під час різанини в Кульчабаті, Бала Карзі і Мушкизі 12 жовтня 1983 року Червона Армія зібрала 360 осіб на сільській площі і розстріляла їх, у тому числі 20 дівчат і більше десятка людей похилого віку. Також були задокументовані різанина в Раузді і різанина в Падхваб-е-Шана.
Щоб відокремити моджахедів від місцевого населення і усунути їх підтримку, радянська армія вбивала і відганяла мирних жителів, а також використовувала тактику випаленої землі, щоб запобігти їх поверненню. Вони використовували міни-пастки, міни та хімічні речовини по всій країні. Радянська армія без розбору вбивала комбатантів і некомбатантів, щоб забезпечити підпорядкування місцевого населення. Провінції Нангархар, Газні, Лагам, Кунар, Забул, Кандахар, Бадахшан, Лоугар, Пактія і Пактіка стали свідками широких програм депопуляції радянських військ. Радянські війська викрадали афганських жінок на вертольотах під час польоту країною в пошуках моджахедів. У листопаді 1980 року ряд таких інцидентів стався в різних частинах країни, включаючи Лагман і Каму. Радянські солдати, а також агенти ХАД викрадали молодих жінок з міста Кабула і районів Дарул Аман і Хаїр Хана, поблизу радянських гарнізонів, щоб зґвалтувати їх. Жінки, яких забирали і ґвалтували солдати, вважалися «зганьбленими» їхніми сім'ями, якщо вони поверталися додому. Дезертири з Радянської армії в 1984 році стверджували, що чули про зґвалтування афганських жінок. Зґвалтування афганських жінок радянськими військами було звичайним явищем, і 11,8 % радянських військових злочинців в Афганістані були засуджені за злочин зґвалтування. У Радянському Союзі був протест проти преси за те, що вона зображувала радянських «героїв війни» як «вбивць», «агресорів», «ґвалтівників» і «наркоманів».

### Тиск в Азербайджані (1988—1991)
Чорний січень (азерб. Qara Yanvar), також відомий як Чорна субота або Січнева різанина, була жорстоким придушенням в Баку 19-20 січня 1990 року, відповідно до надзвичайного стану під час розпаду Радянського Союзу.
Постановою Верховної Ради Азербайджанської РСР від 22 січня 1990 року постанова Президії Верховної Ради СРСР від 19 січня, яка використовувалася для введення надзвичайного стану в Баку і розгортання військ, є актом агресії. Чорний січень асоціюється з відродженням Азербайджанської Республіки. Це був один із випадків в епоху гласності та перебудови, коли СРСР застосовував силу проти дисидентів.
За офіційними оцінками Азербайджану, загинуло 147 мирних жителів, 800 осіб отримали поранення, п'ятеро людей пропали безвісти.

## Судові процеси над військовими злочинцями та судове переслідування
У 1995 році латвійські суди засудили колишнього офіцера КДБ Альфонса Новікса до довічного ув'язнення за геноцид через примусові депортації в 1940-х роках.
У 2003 році громадянин Естонії Август Колк (1924 р.н.), і громадянин Росії Петро Кислий (1921 р.н.), були засуджені естонськими судами за злочини проти людяності і засуджені до восьми років позбавлення волі. Вони були визнані винними в депортації естонців в 1949 році. Колк і Кислий подали скаргу до Європейського суду з прав людини, стверджуючи, що на той час діяв Кримінальний кодекс Російської Радянської Федеративної Соціалістичної Республіки (РРФСР) 1946 року, який застосовувався також в Естонії, і що зазначений кодекс не передбачав покарання за злочини проти людяності. Їх апеляція була відхилена, оскільки суд встановив, що резолюція 95 Генеральної Асамблеї Організації Об'єднаних Націй, прийнята 11 грудня 1946 року, підтверджує депортацію цивільних осіб як злочин проти людяності відповідно до міжнародного права.
У 2004 році Василь Кононов, радянський партизан під час Другої світової війни, був засуджений Верховним судом Латвії як військовий злочинець за вбивство трьох жінок, одна з яких була вагітна. Він єдиний колишній радянський партизан, засуджений за злочини проти людяності. Вирок засудили різні високопоставлені російські чиновники.
27 березня 2019 року Литва засудила 67 колишніх радянських військових і співробітників КДБ, які були засуджені від чотирьох до 14 років за репресії проти литовського цивільного населення в січні 1991 року. На місці подій були присутні лише двоє — Юрій Мель, колишній радянський танкіст, і Геннадій Іванов, колишній радянський офіцер з боєприпасів, — а інші були заочно засуджені і переховуються в Росії.

## В популярній культурі

### Фільми
- Жінка в Берліні (2008) зображує масові сексуальні напади, вчинені радянськими солдатами в радянській зоні окупованої Німеччини. Він заснований на щоденнику Марти Хіллерс.[77]
- Адмірал (2008), фільм, дія якого відбувається під час громадянської війни в Росії, зображує червоних солдатів і матросів, які вчиняють численні масові вбивства колишніх членів офіцерського корпусу Імператорського російського флоту.
- Звір (1988), дія якого відбувається під час радянсько-афганської війни, зображує військові злочини Червоної армії проти цивільних некомбатантів і прагнення пуштунського клану помститися.
- Війна Чарлі Вілсона (2007), дія якої відбувається під час радянсько-афганської війни, звинувачує радянську державу в систематичному геноциді афганського цивільного населення. Згадується, що радянські війська нікого не залишають в живих і навіть забивають худобу, щоб змусити афганський народ голодом підкоритися.
- Katyń (2007), зображує Катинську різанину очима її жертв та багаторічну боротьбу їхніх сімей за пізнання правди.

### Мистецтво
- 12 жовтня 2013 року тодішній 26-річний студент польського мистецтва Єжи Богдан Шумчик встановив рухому статую поруч із радянським меморіалом Другої світової війни в польському місті Гданськ. Статуя зображувала радянського солдата, який намагається зґвалтувати вагітну жінку; смикаючи її за волосся однією рукою, одночасно штовхаючи пістолет до рота. Влада вилучила твір мистецтва, оскільки він був зведений без офіційного дозволу, але в багатьох інтернет-виданнях був широкий інтерес. Цей акт викликав гнівну реакцію російського посла в Польщі.[79]